# Internationaler Verband für Wohnungswesen, Städtebau und Raumordnung
Der Internationale Verband für Wohnungswesen, Städtebau und Raumordnung (IVWSR) (englisch International Federation for Housing and Planning (IFHP)) ist ein weltweites Netzwerk von Fachleuten aus dem Bereich Wohnungswesen, Städtebau und Raumordnung. Die Organisation führt eine Reihe von Veranstaltung, beispielsweise einen jährlichen Kongress, durch, um internationalen Wissenstransfer zu ermöglichen. Neben Deutsch sind Englisch und Französisch die offiziellen Sprachen.

## Geschichte
Der IVWSR wurde 1913 von Ebenezer Howard gegründet. Howard ist der Gründervater der Gartenstadtidee, einer Kombination aus Wohnungsbau- und Planungskonzept als Reaktion auf großstädtische Probleme. Howard hatte zuvor bereits die britische Town and Country Planning Association im Jahre 1899 gegründet. Die Gründung einer international ausgerichteten Organisation stellt eine weitere Entwicklung im Zuge der Professionalisierung der Planungsdisziplin dar.
Der Schwerpunkt hat sich seitdem geweitet. Kernarbeit ist der internationale Austausch als Quelle von Information und Inspiration.

## Präsidenten
- Ebenezer Howard, UK (1913–1928)
- George Pepler, UK (1935–1938)
- Karl Strölin, D (1938–1945)[1][2][3]
- George Pepler, UK, (1947–1952)
- Flemming Borreskov (DK) (2017)